# Butik Minnie
Butik Minnie (ang. Minnie's Bow-Toons, 2011-2016) – amerykańsko-indyjsko-francuski serial animowany Walt Disney Television Animation, DQ Entertainment, Technicolor Animation Productions oraz Disney Junior Original Production. Serial został stworzony na podstawie odcinka serialu Klub przyjaciół Myszki Miki „Butik z kokardami”. Bohaterami tego serialu są: Myszka Minnie, Kaczka Daisy i Kot Figaro. Obecnie ten serial można oglądać w Polsce na Disney Junior.

## Wersja polska
Wersja polska: SDI MEDIA POLSKA

Reżyseria: Marek Robaczewski

Dialogi: Barbara Robaczewska

Montaż: Magdalena Waliszewska (odc. 25-34)

Koordynacja produkcji: Ewa Krawczyk (odc. 11-20)

Udział wzięli:
- Beata Wyrąbkiewicz – Minnie
- Beata Jankowska-Tzimas – Kukułeczka
- Elżbieta Jędrzejewska – Daisy
- Anna Apostolakis-Gluzińska – Klarabella
- Joanna Pach –
  - Melody,
  - Kokardobot
- Milena Suszyńska –
  - Millie,
  - Roxie
- Krzysztof Tyniec – Goofy
- Anna Sztejner – Dżo

i inni

## Lista odcinków
Serial liczy 30 odcinków, podzielonych na 3 sezony.

### Seria pierwsza
| Lp. | Angielski tytuł     | Polski tytuł       |
| --- | ------------------- | ------------------ |
| 1   | Leaky Pipes         | Cieknące rury      |
| 2   | The Pom-Pom Problem | Pomponowy problem  |
| 3   | Trouble Times Two   | Bliźniacze kłopoty |
| 4   | Figaro's Friend     |                    |
| 5   | A Shop in the Dark  |                    |
| 6   | Flower Fix          |                    |
| 7   | Dance Lessons       | Lekcja tańca       |
| 8   | In Plane Sight      | Odrzutowiec        |
| 9   | Bow-Bot             | Kokardobot         |
| 10  | Fashion Emergency   |                    |

### Seria druga
| Lp. | Angielski tytuł                    | Polski tytuł |
| --- | ---------------------------------- | ------------ |
| 11  | Piano Movers and Shakers           |              |
| 12  | A Good Sign                        |              |
| 13  | Locked Out                         |              |
| 14  | Feelin' Crabby                     |              |
| 15  | Cuckoo-Loca's Egg-celent Adventure |              |
| 16  | Funny Bunny                        |              |
| 17  | Weather or Not                     |              |
| 18  | Mechanical Mayhem                  |              |
| 19  | Adventures in Piggy Sitting        |              |
| 20  | Minnie's Makeover Madness          |              |

### Seria trzecia
| Lp. | Angielski tytuł       | Polski tytuł |
| --- | --------------------- | ------------ |
| 21  | Tricky Treats         |              |
| 22  | Pet Adoption          |              |
| 23  | Pet Calendar          |              |
| 24  | For the Birds         |              |
| 25  | Oh, Christmas Tree!   |              |
| 26  | Primped Up Pachyderm  |              |
| 27  | Freaky Fowl Day       |              |
| 28  | A Walk in the Park    |              |
| 29  | Gondola With the Wind |              |
| 30  | Uh Oh, Pizza Dough    |              |
| 31  | Fiesta Follies        |              |
| 32  | Royal Delivery        |              |
| 33  | Kabuki Chaos          |              |
| 34  | Turkey Time           |              |
| 35  | Slumber Party         |              |
| 36  | Rooftop Repair        |              |
| 37  | Alarm Clocked Out     |              |
| 38  | Happy Campers         |              |
| 39  | Picnic Panic          |              |
| 40  | Home Clean Home       |              |